# 巴苏基纳特
巴苏基纳特（Basukinath），是印度贾坎德邦Dumka县的一个城镇。总人口14119（2001年）。

## 人口
该地2001年总人口14119人，其中男性7341人，女性6778人；0—6岁人口2373人，其中男1258人，女1115人；识字率54.49%，其中男性为65.11%，女性为42.98%。